# Alamo Kid
Alamo Kid è un personaggio immaginario ideato da Antonio Mancuso e protagonista di una omonima serie a fumetti di genere western disegnata da Giuseppe Montanari e da Vincenzo Monti e pubblicata in Italia dal 1975 al 1978 sulla rivista Lanciostory dell'Editrice Universo. Si differenzia dalle numerose serie dello stesso genere del periodo per una narrazione nella quale la violenza è più esplicita e con quale riferimento sexy in genere assente dal genere. Il personaggio, le cui fattezze si rifanno a quelle di Alain Delon, anticipando una tradizione che diverrà tipica della Sergio Bonelli Editore nel decennio successivo, è un agente federale a caccia di fuorilegge che non ha timore di risolvere con le armi le dispute; ama la vodka e il montone arrostito. Nel 2019 alcuni episodi della serie sono stati ristampati all'interno del volume La conquista del West edito da Allagalla.